# رولاند جون ويلي
رولاند جون ويلي (بالإنجليزية: Roland John Wiley)‏ هو عالم موسيقى أمريكي، ولد في 27 يناير 1942 في كاليفورنيا في الولايات المتحدة.

## وصلات خارجية
- رولاند جون ويلي على موقع ميوزك برينز (الإنجليزية)